# دوري كرة القدم الأمريكية 1977
دوري كرة القدم الأمريكية 1977 هو موسم من دوري كرة القدم الأمريكية ‏. فاز فيه New Jersey Americans (soccer) ‏.